# Gregori Doxapater
Gregori Doxapater (Gregorius Doxapater) fou un jurista romà d'Orient que és esmentat a la Scholia a la Basílica (Basilica vol. 3. p. 440, 7.16. 317). Un Doxopater que era Diaconus Magnae Ecclesiae and Nomophylax (a més d'altres títols), va editar un Nomocanon, o sinopsis de la llei eclesiàstica per encàrrec de Joan II Comnè (emperador 1118-1143) i podria ser la mateixa persona; però Fabricius pensa que aquest darrer Doxopater era Doxapater Nil (Doxapater Nilus) que vers el 1143, regnant Roger II de Sicília, va escriure un tractat anomenat "de quinque Patriarchalibus Sedibus". Papadopoli esmenta un Doxapater Sacel·lari (Doxapater Sacellarius) com a jurista romà d'Orient en el regnat d'Isaac II Àngel (emperador del 1185 al 1195).